# Coppa Italia Lega Nazionale Pallacanestro 1999
La Coppa Italia Lega Nazionale Pallacanestro 1999 è stata la seconda edizione della manifestazione. La final four si è disputata a Ferrara. Il successo è andato al Basket Club Ferrara. 

## Risultati

### Fase finale
Le final-four si sono svolte a Ferrara.

#### Semifinali
| Squadra 1      | Risultato | Squadra 2         |
| -------------- | --------- | ----------------- |
| Milla Vigevano | 65-71     | Basket Ferrara    |
| Hidra Viterbo  | 74-62     | Credicoop Scafati |

#### Finale
| Squadra 1      | Risultato | Squadra 2     |
| -------------- | --------- | ------------- |
| Basket Ferrara | 97-66     | Hidra Viterbo |

## Verdetti
- Vincitrice della Coppa Italia: Basket Club Ferrara